# Bataille de Deir ez-Zor
Pour les articles homonymes, voir Offensive de Deir ez-Zor.
Guerre civile syrienne
Batailles
La bataille de Deir ez-Zor a lieu lors de la guerre civile syrienne. De 2012 à 2014, elle oppose le régime syrien et les rebelles pour le contrôle de la ville de Deir ez-Zor. Le 14 juillet 2014, les djihadistes de l'État islamique supplantent les forces d'opposition et les chassent totalement du gouvernorat de Deir ez-Zor, prenant au cours d'une offensive le contrôle de la moitié de la ville et de la totalité de la province. Seule la partie ouest de la ville, ainsi que l'aéroport situé au sud-est, demeurent aux mains du régime syrien. L'État islamique poursuit alors les combats pour tenter de prendre les quartiers encore aux mains des loyalistes. D'importantes offensives sont menées par les djihadistes, principalement en décembre 2014, en janvier 2016 et en janvier 2017. Elles leur permettent de gagner du terrain et d'isoler l'aéroport le 16 janvier 2017, mais pas d'emporter la totalité de la ville. Finalement une offensive de l'armée syrienne et de ses alliés permet au régime de briser le siège de Deir ez-Zor le 5 septembre 2017, puis de reprendre entièrement la ville le 2 novembre 2017.

## Prélude
En 2011, lors du printemps arabe, les premières manifestations pacifiques de l'opposition au régime de Bachar el-Assad ont lieu les 18 et 25 mars. D'autres suivent les 15 et 22 avril ; puis en mai, elles deviennent hebdomadaires. Le 6 mai, quatre manifestants sont abattus par la police ; il s'agit alors des premiers décès de la révolution syrienne à Deir ez-Zor.
Le 15 juillet, 350 000 personnes défilent à Deir ez-Zor selon l'Observatoire syrien des droits de l'homme (OSDH),. Le 22 juillet, 550 000 personnes manifestent dans la ville selon l'OSDH,,. L'armée arabe syrienne intervient alors du 28 au 31 juillet avec des chars : elle investit le quartier d'Hawiqat et tue six personnes. Selon Al Jazeera, 137 soldats font défection. Malgré la répression, une nouvelle manifestation de 30 000 personnes a lieu à Deir ez-Zor le 5 août. Le 17 août, l'armée se retire de la ville. Selon une source de l'opposition, au moins 89 civils ont été tués à Deir ez-Zor au cours de l'intervention de l'armée. Le 15 octobre, Ziad al-Obeidi, figure de l'opposition et organisateur de manifestations, est assassiné.

## Déroulement

### Combats entre rebelles et loyalistes, de 2012 à 2014

Situation à Deir ez-Zor, en mars 2014 :
Zone contrôlée par le régime syrien
Zone contrôlée par les rebelles
Territoire contesté

Les manifestations se poursuivent en 2012 : dans la nuit du 11 au 12 juin, au moins 13 civils sont notamment tués par des tirs d'obus dans le quartier de Jbeileh,. Le 13 juin, l'armée syrienne lance une vaste offensive et entre dans Deir ez-Zor,.
L'opposition commence à se militariser à partir de l'été 2011 ; de nombreuses factions sont formées à Deir ez-Zor. Le 15 décembre 2012, le Conseil militaire suprême de l'Armée syrienne libre est fondé, il est représenté sur le front est par Mohammad Abboud, ancien colonel de l'armée syrienne, et regroupe principalement dans cette région la 3e division d’infanterie, la 4e division d’infanterie, la 5e division de commandos, la 7e division, la 11e division, le Liwa Jund al-Rahman, le Liwa Chouhada Deïr ez-Zor, la Brigade Ahfad al-Rassoul, le Liwa al-Khadra, le Liwa al-Abbas, le Liwa al-Qadisiya, le Liwa al-Muhajirin ila Allah. Cependant le Conseil militaire manque de soutien extérieur et ne parvient pas à subvenir aux besoins des groupes rebelles ; son influence s'étiole progressivement.
Des coalitions islamistes se forment alors : avec en juin 2013, le Harakat Abna al-Islam, qui regroupe Jaych al-Tawhid, les Kataeb al-Ansar et les Kataeb al-Saïqa ; en octobre 2013, Jaych Ahl as-Sunna wal-Jamaat, qui regroupe des factions rattachées au Front de l'authenticité et du développement, le Liwa al-Athar, le Liwa Usud as-Sunna et le Liwa Ahl al-Raya ; et le 19 novembre 2013, le Jabhat al-Jihad wal-Bina al-Islamiyya (Front islamique du Jihad et de la Construction), qui regroupe le  Liwa Jafar al-Tayyar, le Liwa la Ilaha illa Allah, le Liwa al-Hawaz, le Liwa Ibn Qiam, le Liwa al-Risalla, le Liwa al-Tawhid al-Islami, le Liwa Othman bin Afan, le Liwa Ahfad Mohammad, le Liwa Sarayat al-Rasoul, le Liwa Sadiq al-Amin et Tajamm’u al-Rachidin.
Enfin, des groupes salafistes, comme Ahrar al-Cham et le Liwa al-Fatihoun min Ard ach-Cham, et salafiste djihadistes, comme le Front al-Nosra et l'État islamique en Irak et au Levant, apparaissent.
Ailleurs dans le gouvernorat, les rebelles prennent le poste-frontière de Boukamal le 19 juillet 2012, puis ils attaquent la ville le 22 août et s'en emparent le 14 novembre,,. Puis, pour la première fois, les rebelles s'emparent le 4 novembre d'un champ pétrolier, celui d'al-Ward. Le 22 novembre, la ville de Mayadine est conquise à son tour. Le 25 novembre, les rebelles entourent l'aéroport de Deir ez-Zor. Le 30 novembre, l'armée abandonne aux rebelles le champ pétrolier d'al-Omar — ou al-Amr — le plus grand de Syrie, situé au sud-est de Deir ez-Zor. À la fin du mois de novembre, le gouvernorat de Deir ez-Zor est presque entièrement aux mains des rebelles ; la ville de Deir ez-Zor est toujours tenue par les loyalistes mais elle est isolée et encerclée.
Le 2 mai 2013, le pont suspendu de Deir ez-Zor est détruit.
À l'été et à l'automne 2013, les rebelles lancent des offensives qui leur permettent de s'emparer de plusieurs quartiers de Deir ez-Zor. Le général Jam’a Jam’a, le chef des renseignements militaires de la ville, est tué le 17 octobre. Les forces du régime tiennent essentiellement les quartiers de Joura et Qussour, à l'ouest.
Le 29 janvier 2014, les rebelles prennent le pont de Siyasiya, qui est alors le seul de Deir ez-Zor encore debout.

### Offensive de l'État islamique et défaite des rebelles, de janvier à juillet 2014
En janvier 2014, un conflit général éclate dans l'ensemble de la Syrie entre les rebelles et l'État islamique en Irak et au Levant (EIIL). Dans le gouvernorat de Deir ez-Zor, les rebelles prennent d'abord l'avantage et parviennent à chasser l'EIIL en février. Mais le 30 avril, l'organisation djihadiste lance une large contre-offensive dans la région de Deir ez-Zor,. Les affrontements pour le contrôle du gouvernorat durent plus de deux mois et font des centaines de morts de chaque côté, mais l'État islamique prend l'avantage : le 25 juin, la ville de Boukamal passe sous son contrôle après le ralliement du chef local d'al-Nosra ; le 3 juillet, les troupes du « califat » prennent Mayadine et le champ pétrolier d'al-Amr,. Finalement le 14 juillet, le Front al-Nosra et Ahrar al-Cham abandonnent leurs positions dans la ville de Deir ez-Zor ; certains de leurs combattants rejoignent les rangs de l'État islamique, les autres se retirent de la région. Le gouvernorat de Deir ez-Zor est alors contrôlé de 95 à 98 % par l'État islamique ; seule la partie ouest de la ville de Deir ez-Zor reste tenue par les loyalistes,.
Début août cependant, la tribu des Al-Cheitaat se révolte contre les nouveaux maîtres de la région ; les djihadistes répliquent brutalement en massacrant près d'un millier de personnes en deux semaines, dont une grande majorité de civils,.

### Escarmouches de juillet à novembre 2014
Le 18 juillet, les forces loyalistes et l'État islamique s'affrontent près de l'aéroport de Deir ez-Zor. L'armée syrienne riposte par plusieurs bombardements.
L'État islamique attaque ensuite l'aéroport les 2, 3 et 8 septembre, tout en menant des incursions au sud-est de la ville les 3 et 6 septembre. Ces attaques sont repoussées par les loyalistes qui regagnent même du terrain  le 6 septembre dans les quartiers sud-est. Le 5 septembre, le général Issam Zahreddine reçoit 600 gardes républicains de la 104e brigade parachutiste en renfort. Ces derniers viennent renforcer la 137e brigade de l'armée syrienne, déjà éprouvée par les combats.
Le 15 septembre, le pont de Siyasiya est détruit par les loyalistes,.
Le 13 octobre, les loyalistes lancent une offensive et s'emparent le 27 de la vaste île de Hawijet Sakr, au sud-est de la ville. Selon l'Observatoire syrien des droits de l'homme (OSDH), au moins 25 djihadistes et 20 loyalistes sont tués le 14 et le 17 octobre,. Le 23 novembre dans la même zone, au moins deux soldats syriens sont tués et leurs cadavres décapités ; un chef de l'EI est également blessé. Le lendemain, 22 djihadistes sont tués à Deir ez-Zor, dont 13 par des frappes aériennes sur l'île de Hawijet Sakr.
Le 23 novembre, un avion syrien est abattu par les djihadistes près de la ville.

### Offensive de l'État islamique en décembre 2014
Le 1er décembre 2014, l'État islamique lance une offensive dont le but principal est de prendre l'aéroport de Deir ez-Zor. Celui-ci est stratégique car il s'agit de la seule base aérienne du régime pour les avions et les hélicoptères dans l'est de la Syrie, c'est également la seule voie de ravitaillement alimentaire pour les troupes loyalistes presque encerclées à Deir ez-Zor. L'EI attaque les villages d'al-Mariyah et al-Jafra situés à l'est de la ville, près de la base aérienne, ainsi que l'île de Hawijet Sakr.
La nuit du 3 au 4 décembre, une attaque-suicide au véhicule piégé à al-Masemekeh, des tirs d'artillerie sur le village d'al-Jafra et des combats à Hwayjet al-Mariyah provoquent la mort d'au moins 19 soldats et miliciens loyalistes, ainsi que sept djihadistes selon l'OSDH. Les hommes de l'EI s'emparent de deux chars, d'un véhicule blindé, de pièces d'artillerie et d'armes automatiques,,.
Le 4, malgré dix frappes de l'aviation syrienne, les djihadistes progressent à Hawijet Sakr et s'emparent des villages d'al-Jafra et al-Mariyah ; 24 soldats syriens sont capturés puis décapités,,,.
Le 5, les djihadistes attaquent la montagne de Deir ez-Zor, au sud de la ville, où les loyalistes disposent d'un radar et d'une batterie d'artillerie. Les assaillants progressent et s'emparent de quelques pièces. Au matin du 6 décembre, au moins 16 soldats et 9 djihadistes ont été tués selon l'OSDH.
Pour l'OSDH, le bilan des combats des 3, 4 et 5 décembre est d'au moins 60 à 70 djihadistes — dont 33 Syriens, 2 Français et 1 Tunisien — et 51 militaires et miliciens loyalistes tués,,.
La nuit du 5 au 6, l'EI attaque l'aéroport depuis le village d'al-Jafra. Après des tirs d'artillerie et l'envoi d'un véhicule piégé kamikaze, les djihadistes lancent l'assaut et s'emparent de la base d'un bataillon de missiles de l'armée, située sur une colline au sud-est de l'aéroport,. Mais selon l'OSDH, la progression des djihadistes vers l'aéroport est ensuite stoppée par d'intenses bombardements et l'utilisation par les loyalistes de gaz de chlore. Les hommes de l'EI reculent également dans les montagnes. Le 6, les loyalistes reprennent pied à al-Mariyah.
Le 7 décembre, malgré l'arrivée de renforts les djihadistes sont repoussés : ils abandonnent le terrain gagné dans la montagne et l'aéroport, ainsi que la base du bataillon de missiles. Selon l'OSDH, les combats ont alors fait plus de 100 morts chez les djihadistes et 59 pour les loyalistes depuis le début de l'offensive,,.
Le 8 décembre, les combats se poursuivent autour de l'aéroport. L'aviation syrienne mène au moins 11 raids à Deir ez-Zor et ses environs et un kamikaze de l'EI se fait sauter avec un véhicule piégé. Selon l'OSDH, le bilan de la journée est d'au moins huit morts pour l'armée syrienne et 11 tués du côté de l'EI,,.
Le 10 décembre, l'aviation syrienne mène dix raids dans les environs de Deir ez-Zor,,. Le même jour, les djihadistes envoient un char T-55 bourré 6 tonnes d'explosifs sur l'aéroport afin de faire une brèche dans les lignes loyalistes, mais l'attaque échoue. Dans la nuit du 11 au 12, un kamikaze se fait exploser près de l'aéroport ; l'aviation syrienne continue également ses frappes et les combats se poursuivent près de l'aéroport et de la zone de  Hweja Saker où les djihadistes lancent un nouvel assaut dans lequel ils perdent au moins douze hommes,,,. Les 12 et 13, de nouveaux assauts de l'EI sont repoussés. Le 17, les loyalistes progressent vers le village d'al-Jafra. Puis le 18, ils reprennent Al-Mariyah et la base des missiles.
Le soir du 20 décembre 2014, l'EI lance un nouvel assaut sur l'aéroport, il est cependant repoussé et selon l'OSDH au moins 20 djihadistes et deux soldats loyalistes sont tués,. Les djihadistes progressent à nouveau sur quelques points le 24.

### Phase d'affrontements ponctuels en 2015
Après l'échec de l'offensive de l'EI en décembre, la bataille de Deir ez-Zor connaît une nouvelle phase d'escarmouches et d'affrontements ponctuels.
Du 2 au 4 janvier 2015, les loyalistes repoussent une attaque contre la base de la 137e brigade. Le 4 janvier, le village d'Ayash est attaqué et pris en partie par l'EI, d'autres assauts les 14, 16 et 17 février sont en revanche repoussés et l'armée reprend une partie de la localité le 16 mars.
Le 26 janvier 2015, au moins 20 hommes de l'État islamique et un nombre inconnu de soldats loyalistes sont tués selon l'OSDH dans un combat près de l'aéroport. Les loyalistes progressent dans la zone d'al-Mazare,,.
Le 27 février, l'armée syrienne reprend complètement Al-Mariyah puis prend le champ pétrolier d'Al-Thayyam le 12 mars, au sud, suivi de l'usine électrique et la base du champ pétrolier le 29 mars. Le 23 mars, la télévision nationale affirme que 19 hommes de l'EI ont été tués par l'armée dans la province. Le 30 mars, au moins 23 hommes de l'EI sont tués dans les montagnes d'al-Tharda. Puis, le 20 avril, les loyalistes font une nouvelle poussée à Hawijet Sakr dont ils contrôlent la plus grande partie.
Le 22 avril, au sud de Deir ez-Zer, l'EI s'empare d'une douzaine d'habitations dans la ville de Mayadine, dont plusieurs appartenant à des officiers syriens ou des membres du parti Baas. Le 29, dans cette même ville, une explosion dans une usine d'explosifs fait au moins 25 tués et 20 blessés parmi les hommes de l'EI,.
En avril, le général Zahreddine et les gardes républicains sont rappelés à Damas à la suite de revers pour l'armée syrienne dans le nord du pays.
Le 4 mai, l'État islamique lance une nouvelle offensive. Le 5, les djihadistes effectuent plusieurs incursions à l'est de la ville, dans les quartiers d'al-Sinaa, al-Rasafa et al-Ommal et sur l'aéroport,. Au moins quatre loyalistes sont tués et décapités par l'EI, dont le général Maala, chef de la défense aérienne de l'aéroport de Deir ez-Zor ; 15 djihadistes sont également tués dans les combats, ainsi qu'un enfant,. Le 8, des assauts sont lancés al-Mariyah, à Hawijet Sakr, et au nord de la ville. Le 12, les loyalistes se retirent de l'île de Hawijet Sakr et les djihadistes s'emparent du nord d'al-Jafra. Les assauts sur l'aéroport les 12 et 14 mai sont en revanche repoussés. En dix jours, les combats ont fait au moins 34 morts chez les loyalistes et plus de 28 du côté des djihadistes selon l'OSDH.
Le 14 mai, le régime renvoie le général Zahreddine et la 104e brigade républicaine à Deir ez-Zor. Mais ces forces sont ensuite redéployées à Hassaké fin juin,.
Le 9 septembre 2015, l'EI s'empare d'un poste militaire à environ un kilomètre de l'aéroport. Selon l'OSDH, 18 soldats du régime sont tués, les djihadistes dénombrent 36 morts, dont deux kamikazes, et plus de 50 blessés,.
Le 28 septembre 2015, les raids aérien du régime syrien reprennent et font 23 morts et 50 blessés dans la province de Deir ez-Zor, notamment à Mayadine où un marché a été bombardé, tuant femmes et enfants.
Le 26 octobre 2015, le major-général Izzadin Ibrahim meurt dans un accident de voiture à Deir ez-Zor,.
Le 6 décembre, selon l'OSDH, une position de l'armée syrienne est touchée pour la première fois par des bombes de la coalition, les frappes ont lieu à deux kilomètres du village d'Ayache, à l'ouest de Deir ez-Zor ; quatre soldats sont tués et 13 blessés. Le régime syrien confirme la frappe et condamne « l'agression flagrante des forces de la coalition ». Mais le colonel Steve Warren, porte-parole de la coalition, conteste ces déclarations et affirme qu'aucune frappe n'a été menée ce jour-là à moins de 55 kilomètres de Deir ez-Zor.
Le matin du 23 décembre, l'EI envoie trois véhicules-suicide sur des positions du régime à l'est : au moins 11 soldats et miliciens loyalistes sont tués et 20 sont blessés selon l'OSDH. Les djihadistes lancent ensuite l'assaut et s'emparent d'un quartier industriel ; au total 26 soldats et miliciens loyalistes sont tués ainsi que 12 hommes de l'EI,.

### Offensive de l'État islamique en janvier 2016

Situation à Deir ez-Zor, en janvier 2016 :
Territoire contrôlé par le régime syrien et ses alliés
Territoire contrôlé par l'État islamique

Le 16 janvier 2016, une grande offensive est lancée par l'État islamique au nord et à l'ouest de Deir ez-Zor. Le premier jour, les combats font au moins 50 à 75 morts parmi les forces loyalistes et 42 tués du côté des djihadistes, dont 12 kamikazes. Au moins 85 civils issus des familles des combattants loyalistes sont également tués selon l'OSDH et 400 autres sont enlevés. L'agence de presse du régime syrien, Sana, parle de son côté de 280 civils massacrés par les djihadistes. L'EI s'empare du quartier d'Al-Baghaliyeh, au nord-ouest, et selon l'OSDH, les djihadistes contrôlent désormais 60 % de la ville,,,,,,. Les bilans de l'OSDH et de l'agence Sana sont cependant contestés par des militants du réseau d’informations DeirEzzor24, anti-Bachar el-Assad et anti-EI, qui affirment que seulement 12 civils ont été tués par un bombardement du régime syrien, que la plupart des victimes sont des militaires et des soldats loyalistes et qu'aucune preuve ne permet d'établir que des civils ont été massacrés ou enlevés. Selon l'OSDH cependant, 270 des 400 otages — principalement les femmes, les enfants et les vieillards — sont relâchés le 19 janvier après avoir été interrogés.
L'EI attaque également le quartier de Ayach, la base de la brigade 137 et l’Hôtel Fourat Al-Cham, au nord-ouest et à l'ouest de Deir ez-Zor. Le soir du 17 janvier, les djihadistes s'emparent du dépôt d'armes de la base 137, au nord-ouest de la ville, ce qui ne représente cependant pas une grande prise, celui-ci ayant déjà été pillé en décembre 2013. Le 18 janvier, les djihadistes profitent d'une tempête de sable — qui empêche l'aviation du régime d'intervenir — pour poursuivre leur avancée,. Au soir du 18 janvier, le bilan de l'offensive est selon l'OSDH d'au moins 120 morts du côté des loyalistes et 70 tués du côté des djihadistes, dont 28 kamikazes,. Puis le 21 janvier, le bilan de l'OSDH passe à 200 morts au moins pour les loyalistes, dont 48 prisonniers exécutés, de 110 tués au moins du côté de l'EI, dont 30 kamikazes, et de 42 civils tués par les frappes aériennes loyalistes et russes, dont neuf enfants et quatre femmes,.
Les 22 et 23 janvier, des bombardements russes dans les villages de Khsham et al-Tabyi Jazeera font 99 morts parmi les civils selon le Réseau syrien des droits de l'homme (SNHR).
À cette période, 200 000 civils sont encerclés à Deir ez-Zor, les habitants souffrent d'une pénurie alimentaire, ils sont difficilement approvisionnés en eau et l'électricité est coupée depuis un an. Seuls les soldats du régime sont régulièrement approvisionnés en vivres par avions, aux dépens de la population. Selon un infirmier de la ville, en un an 70 personnes sont mortes à Deir ez-Zor de faim ou des suites de maladies qui auraient pu être facilement traitées dans des conditions normales. Le Programme alimentaire mondial (PAM) effectue alors un premier largage d'aide humanitaire le 24 février, mais l'ONU reconnaît le lendemain l'échec de l'opération : sur les 21 palettes contenant chacune une tonne de vivres, 10 ne sont pas retrouvées, 4 sont détruites et les 7 autres atterrissent dans des zones inaccessibles. Un nouveau largage d'aide humanitaire est effectué le 10 avril, cette fois avec succès ; 22 palettes sur 26 sont récupérées, soit assez pour nourrir 2 500 personnes en un mois. Au total, 177 largages aériens sont ensuite effectués par le PAM entre avril 2016 et janvier 2017.

### Phase d'affrontements ponctuels en 2016
Les combats reprennent en mars 2016. Le 23, l'EI progresse au nord de l'aéroport, dans le quartier d'al-Sina'aa  — ou al-Senaúh — lors d'affrontements qui font au moins 20 morts dans les rangs loyalistes et neuf chez les djihadistes selon l'OSDH. Le 2 avril, au moins 40 hommes de l'EI sont encore tués selon l'OSDH par des frappes aériennes vraisemblablement russes sur un village au nord-ouest de Deir ez-Zor. Le 4 avril, l'EI mène une nouvelle attaque contre l'aéroport et le village d'al-Jufrah. Le 19 avril, les djihadistes progressent dans la zone industrielle, au sud de la ville et le 20 avril, ils contrôlent entièrement le quartier d'al-Sina'aa,.
Le 14 mai, l'EI s'empare d'un hôpital à Deir ez-Zor et selon l'OSDH, au moins 20 soldats syriens et six djihadistes sont tués. L'hôpital est repris quelques heures plus tard par les loyalistes et l'OSDH monte son bilan à au moins 50 morts et 3 prisonniers côté EI et 35 morts côté régime. Les patients et le personnel médical s'en sortent sain et sauf,,.
Le 25 juin, trois raids aériens syrio-russes visent la localité d'al-Kouriyé, au sud-est de Deir ez-Zor, et font au moins 82 morts — 58 civils et 24 personnes non-identifiées — selon l'OSDH. Puis le 15 septembre, d'autres raids tuent 23 civils et en blessent 30 autres dans la ville de Mayadine.
Le 17 septembre, l'État islamique attaque le bataillon d'artillerie sur le mont al-Tharda, près de l'aéroport. Les forces du régime reculent et se regroupent pour contre-attaquer. Les forces aériennes de la coalition interviennent alors mais elles bombardent par erreur les positions loyalistes. L'EI annonce ensuite, via Amaq, s'être emparé du mont al-Tharda. Selon le ministère russe de la défense, 62 soldats syriens sont tués et une centaine blessés par quatre frappes effectuées par deux F-16 et deux A-10. L'OSDH donne de son côté un bilan d'au moins 90 morts en citant une source militaire. La coalition reconnaît une erreur dans un communiqué et affirme qu'elle pensait frapper des combattants de l'État islamique. Le 19 septembre, le Royaume-Uni et l'Australie reconnaissent leur participation dans les frappes de Deir ez-Zor. Le ministère russe des Affaires étrangères déclare quant à lui que cette bavure est « entre la négligence criminelle et la complicité directe avec les terroristes de Daech ». De son côté, Bachar el-Assad accuse les États-Unis d'avoir intentionnellement visé ses soldats,,,,,,,. Le 29 novembre, le Pentagone reconnaît sa responsabilité dans le bombardement et précise que les appareils qui avaient participé à ce raid étaient américains, britanniques, danois et australiens.

### Offensive de l'État islamique en janvier 2017

Situation à Deir ez-Zor à la fin du mois de janvier 2017 :
Territoire contrôlé par le régime syrien et ses alliés
Territoire contrôlé par l'État islamique
Territoire contesté

Le 14 janvier 2017, renforcé par des armes, des munitions et des véhicules capturés lors de la troisième bataille de Palmyre, l'État islamique lance une nouvelle offensive majeure contre les positions du régime du général Issam Zahreddine,,. Le premier jour, plusieurs kamikazes se font exploser et au moins 12 soldats syriens et 20 djihadistes sont tués selon l'OSDH,. Le 15 janvier, les djihadistes gagnent du terrain malgré plus de 120 frappes aériennes et s'emparent du mont Tardah et de plusieurs collines surplombant l'aéroport de Deir ez-Zor,. En contrôlant ces hauteurs à proximité de l'aéroport, les djihadistes empêchent alors les loyalistes de dépêcher des avions et des hélicoptères à Deir ez-Zor pour ravitailler les assiégés,. Les forces de l'EI profitent également pendant plusieurs jours d'un épais brouillard qui empêche l'aviation syrio-russe de les cibler. Le 16 janvier, les troupes de l'État islamique parviennent à couper en deux les positions loyalistes et à encercler l'aéroport qui se retrouve isolé du reste de la ville,,,,. Les quartiers de Deir ez-Zor se retrouvent alors privés de tout ravitaillement en vivres ; la voie vers l'aéroport étant désormais coupée, tandis que le Programme alimentaire mondial (PAM) doit suspendre ses largages de vivres à cause des combats,. À cette période, 80 000  à   93 500 civils  sont encore présents dans la poche de Deir ez-Zor tenue par le régime, 200 000 autres se sont enfuis depuis le début du siège en 2014,. Les 17 et 18 janvier, les forces du régime parviennent cependant à acheminer quelques renforts via l'aéroport, dont des hommes du Hezbollah. Puis le 22 janvier, des hélicoptères parviennent à déposer une centaine de gardes républicains de la 104e brigade en renfort sur la base de la 137e brigade, au sud-ouest de la ville. L'armée syrienne ordonne également aux habitants de se rendre sur la ligne de front pour s'enrôler ; des adolescents auraient notamment été incorporés de force dans des milices,. Les combats se poursuivent, mais les forces du régime parviennent à stabiliser la situation. Le 31 janvier, le PAM peut reprendre ses largages de nourriture et d'aide humanitaire. Les loyalistes tentent ensuite de reprendre l'initiative, mais malgré plusieurs tentatives, ils ne parviennent pas à rétablir la jonction entre l'aéroport et les quartiers d'Al-Joura et d'Al-Qoussour.
Selon l'OSDH, du 14 janvier au 14 février 2017, les combats ont fait au moins 127 morts côté régime, 241 côté EI, ainsi que 105 civils tués dont 23 enfants et 24 femmes,. Parmi les civils, 59 — dont 10 enfants et 14 femmes — ont été tués par les bombardements du régime et de la Russie et 46 — dont 13 enfants et 10 femmes — par les tirs de l'État islamique. Le média pro-régime syrien Al-Masdar News donne quant à lui un bilan de 76 morts pour l'armée et plus de 200 tués du côté des djihadistes le 18 janvier. Tandis que le réseau d’informations DeirEzzor24, pro-opposition, chiffre le nombre des tués du côté des loyalistes à 200. Des exactions sont également commises par les djihadistes : selon DeirEzzor24, une dizaine de soldats sont exécutés en étant écrasés par des chars et selon l'OSDH, six têtes tranchées sont exposées dans les rues de la ville de Mayadine, au sud-est de Deir ez-Zor, le 18 janvier.
En janvier, le régime bénéficie cependant du ralliement de cheikh Nawaf al-Bachir, chef de la confédération tribale des Baggara, une des plus importantes de l'Est syrien, qui après avoir rallié l'opposition à Istanbul en 2012 fait officiellement acte de repentance et aurait entrepris de former une milice destinée à être envoyée à Deir ez-Zor.

### Offensive loyaliste et rupture du siège en septembre 2017

Situation à Deir ez-Zor fin septembre et début octobre 2017 :
Territoire contrôlé par le régime syrien et ses alliés
Territoire contrôlé par l'État islamique
Territoire contrôlé par les Forces démocratiques syriennes
Territoire contesté

À partir de mai 2017, l'armée syrienne lance une offensive d'envergure contre l'État islamique dans le désert syrien. Le 3 septembre, elle fait une percée à l'est d'Al-Soukhna et se rapproche de Deir ez-Zor par l'ouest, reprenant au passage le champ pétrolier d'Al-Kharata,. En fin de journée, elle arrive à une dizaine de kilomètres de la base de la Brigade 137 et combat pour tenter de briser le siège de la ville. Le 4 septembre 2017, les troupes syriennes sont à 3 kilomètres de la ville assiégée selon les médias syriens, et à 12 kilomètres de l'aéroport sur un autre axe d'attaque selon l'Observatoire syrien des droits de l'homme (OSDH). Les troupes syriennes utilisent les frappes aériennes et l'artillerie lourde de manière intensive. Dans la matinée, la frégate russe Amiral Essen tire des missiles Kalibr depuis la Méditerranée contre une zone fortifiée près du village d'Al-Choula, au sud-ouest de Deir ez-Zor,. Le même jour, Moscou annonce la mort de deux de ses soldats causés par des tirs d'artillerie de l'EI. Malgré les renforts de combattants étrangers, les contre-attaques de l'État islamique échouent et le 5 septembre, après une ultime poussée des chars à rouleaux de déminage, le siège des quartiers ouest est brisé près de la base de la brigade 137, à l'ouest de la ville. Les troupes du général Souheil al-Hassan commencent alors à opérer leur jonction avec les 7 000 hommes du général Issam Zahreddine assiégés depuis trois ans à Deir ez-Zor ; cependant les djihadistes contrôlent toujours 60 % de la ville et l'aéroport reste encerclé.
Le 5 septembre un Soukhoï Su-34 et un Soukhoï Su-35 bombardent un poste de commandement souterrain de l'État islamique près de Deir ez-Zor. Trois jours plus tard, la Russie affirme qu'une quarantaine de djihadistes, dont quatre chefs ont été tués dans cette frappe, avec parmi eux Abou Mouhammad al Chimali, chef des combattants étrangers, et surtout Gulmurod Khalimov, le « Ministre de la guerre » de l'État islamique, qui grièvement touché, aurait succombé à ses blessures dans la région d'al-Mouhassane, à une vingtaine de kilomètres au sud-est de Deir ez-Zor.
Le 7 septembre, le régime fait convoyer vers Deir ez-Zor une quarantaine de camions du Croissant-Rouge afin de ravitailler la population qui souffre de pénuries,. Un convoi de l'ONU, constitué de 12 camions du Croissant-Rouge, entre à son tour dans la ville le 15 septembre. À cette période, 90 000 civils se trouvent dans la partie de Deir ez-Zor tenue par le loyalistes, le nombre de ceux étant présents dans la partie occupée par l'État islamique étant alors estimé entre 10 000 et 50 000. La Russie expédie également 175 démineurs.
Le 8 septembre, les forces du régime lancent l'offensive pour tenter de briser le siège de l'aéroport : elles reprennent la localité d'Al-Choula, située à 40 kilomètres au sud-ouest de Deir ez-Zer, puis attaquent par le sud ; en fin de journée les loyalistes affrontent les djihadistes dans un cimetière à un kilomètre de l'aéroport. Le 9 septembre, le siège de l'aéroport militaire est brisé. Le champ pétrolier d'al-Taym, au sud de la ville, est également repris. Selon l'OSDH, du 3 au 10 septembre, les combats à Deir ez-Zor ont fait au moins 57 morts, dont onze officiers, dans les rangs des loyalistes, contre au moins 174 morts, dont 29 kamikazes, du côté des djihadistes.
Le régime syrien prépare ensuite l'offensive pour reprendre le reste de la ville et achemine des renforts à Deir ez-Zor. Son objectif est alors de l'encercler. Le 10 septembre, le mont al-Tharda, à l'ouest de l'aéroport, est repris par les loyalistes. Ces derniers reprennent également le contrôle total de l'autoroute reliant Damas à Deir ez-Zor. Le 14 septembre, après avoir progressé dans la banlieue d'al-Boughaliya, au nord-ouest, les forces régime occupent 65 % de la ville de Deir ez-Zor.

### Offensive des loyalistes et des Forces démocratiques syrienne, de septembre à novembre 2017

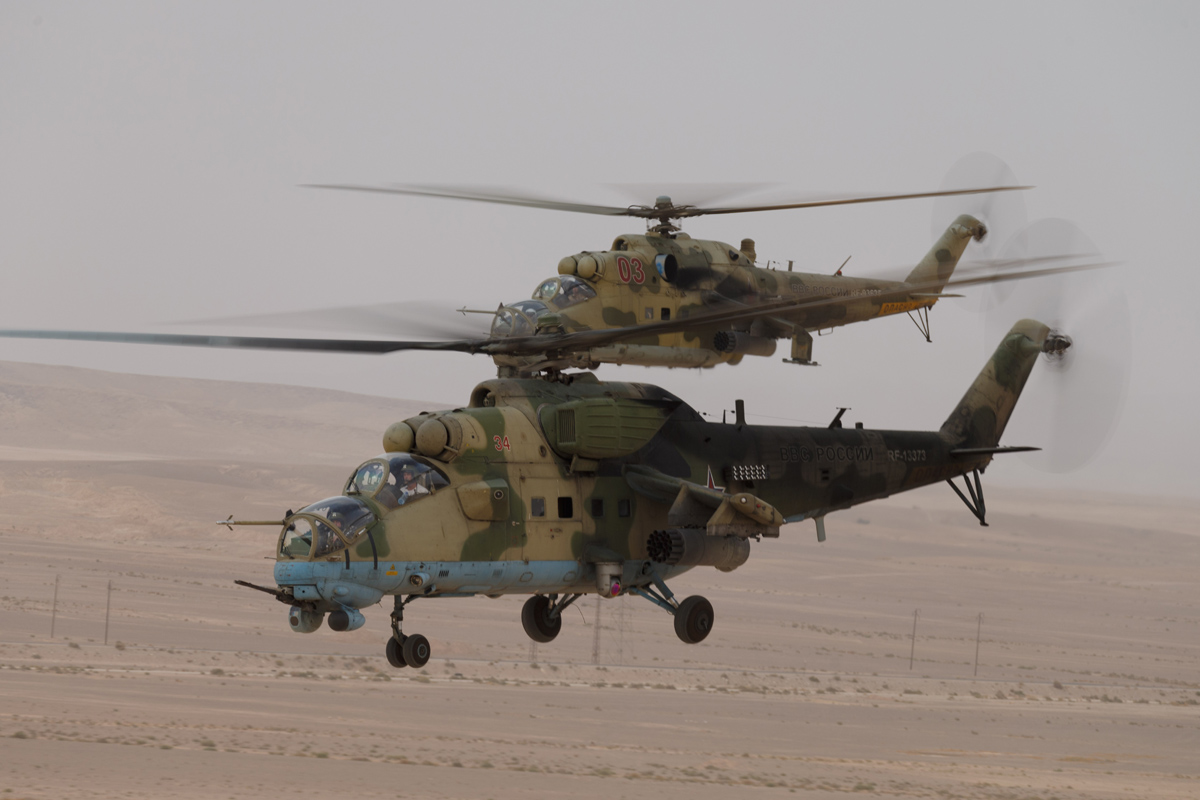
Hélicoptères russes Mil-Mi 24 à Deir ez-Zor, le 15 septembre 2017.

Face à la progression des troupes du régime syrien, les Forces démocratiques syriennes (FDS), soutenues par la coalition menée par les États-Unis, lancent également une offensive le 9 septembre contre l'État islamique dans les régions au nord de Deir ez-Zor. Dès le 10 septembre, elles arrivent à 7 kilomètres des rives de l'Euphrate, face à la ville qui s'étend de l'autre côté du fleuve. Le 11 septembre, des responsables tribaux liés aux FDS, annoncent dans un communiqué leur intention de créer à Deir ez-Zor un « comité civil chargé d'administrer la ville immédiatement après sa libération ». Mais le 14 septembre, la coalition affirme que l'offensive ne prévoit pas une entrée des FDS dans la ville.
Les frappes aérienne s'intensifient également dans la région de Deir ez-Zor, faisant de nombreuses victimes civiles : selon l'OSDH au moins 34 civils, dont neuf enfants, sont tués par l'aviation russe le 10 septembre dans des raids contre des ferrys aux abords du village d'al-Boulil, au sud-est de la ville ; le 11 septembre, au moins 19 civils sont encore tués par l'aviation russe dans le village d'al-Khrayta ; le 12 septembre, au moins 12 civils, dont cinq enfants, trouvent la mort dans une frappe de la coalition dans le village d'al-Chahabat, tandis que les avions russes tuent au moins sept civils dans le village de Hawayej Ziab et 16 autres, dont cinq enfants, dans la région de Zaghir Chamiyah lors de bombardements contre des tentes sur les rives de l'Euphrate ; le 14 septembre, au moins 13 civils sont tués par des raids russes à Mayadine et 26 autres dans des frappes menées contre d'autres localités, aussi bien par la Russie que par la coalition.
Le 15 septembre, les Forces démocratiques syriennes avertissent le régime syrien et le somment de ne pas faire traverser l'Euphrate à ses troupes ; le commandant Ahmad Abou Khawla déclare alors : « Nous avons informé le régime et la Russie que nous arrivions sur la rive de l'Euphrate. [...] Nous ne laisserons par le régime et ses milices traverser vers la rive orientale du fleuve. [...] Chaque village situé sur la rive orientale de l'Euphrate jusqu'à la frontière irako-syrienne est un objectif pour nos forces ». Le lendemain, pour la première fois à Deir ez-Zor, les FDS sont bombardées par les forces aériennes de la Russie ou du régime syrien, au nord-est de la ville, dans la zone industrielle ; les FDS affirment déplorer six blessés. Les États-Unis et les FDS accusent la Russie, qui dément.
Le 17 septembre, les loyalistes reprennent le village d'al-Jafra, à l'est de l'aéroport, et atteignent les rives de l'Euphrate ; les djihadistes se retrouvent alors à leur tour presque encerclés et acculés contre le fleuve. Le 18 septembre, malgré les avertissements des FDS, les troupes du régime syrien franchissent l'Euphrate au sud-est de Deir ez-Zor. Le même jour, les loyalistes s'emparent de l'île d'Hawija Sakr, à l'est de Deir ez-Zor, qui est alors contrôlée à 75 % par le régime selon l'OSDH,,.

Situation à Deir ez-Zor à la fin de la bataille :
Territoire contrôlé par le régime syrien et ses alliés
Territoire contrôlé par l'État islamique
Territoire contrôlé par les Forces démocratiques syriennes
Territoire contesté

Selon l'OSDH, du 18 au 25 septembre, les combats sur la rive est de l'Euphrate font au moins 79 morts dans les rangs loyalistes, dont sept soldats russes,,. Le 21 septembre, la Russie accuse à son tour les FDS d'avoir tiré à l'artillerie et au mortier contre les troupes gouvernementales et d'avoir ouvert des barrages en amont de l'Euphrate pour gêner la traversée du fleuve : Moscou avertit alors Washington qu'une riposte sera menée en cas de nouvel incident.
Les troupes du régime avancent également au nord-ouest de Deir ez-Zor et progressent le long de l'Euphrate ; le 17 septembre, elles reprennent la petite ville d'Ayyache,. Le 20 septembre, les localités d'al-Masrab, al-Tabni, al-Turayif, al-Buwytiyah et Khan Zahra sont reconquises à leur tour. Enfin, le 23 septembre, les loyalistes reprennent Madan ; toute la rive ouest de l'Euphrate, de Deir ez-Zor à Raqqa, est alors contrôlée par le régime,.
Le 24 septembre, le général russe Valeri Assapov, chef du 5e corps des forces armées syriennes, est tué près de Deir ez-Zor par un obus de mortier tiré par les hommes de l'État islamique,,.
Cependant le 28 septembre, les troupes de l'État islamique mènent une contre-attaque au sud d'al-Soukhna : elles reprennent le village d'al-Choula et coupent la route reliant Deir ez-Zor à al-Soukhna,. Selon l'OSDH, au moins 73 soldats et miliciens du régime sont tués dans cette action ; l'État islamique revendique pour sa part une centaine de tués. Selon le Hezbollah, l'axe routier est à nouveau sous contrôle le 29 septembre.
Selon l'OSDH, au moins 60 civils sont tués le 4 octobre par des raids de l'aviation russe contre des bateaux et des canots pneumatiques qui transportaient des dizaines de familles venues de la ville d'al-Ashara en train de traverser le fleuve pour échapper aux combats. Au moins 38 habitants de Deir ez-Zor sont aussi tués le même jour dans des bombardements russes. Le 6 octobre, au moins 14 civils de Mahkane sont encore tués par des avions russes en essayant de franchir le fleuve sur des radeaux de fortune. Au total, au moins 191 civils trouvent la mort dans des bombardements dans le gouvernorat de Deir ez-Zor entre le 29 septembre et le 4 octobre 2017.
Le 17 octobre, les troupes loyalistes font une nouvelle poussée dans la ville de Deir ez-Zor, qu'elles contrôlent alors à 92 % selon l'OSDH. Mais le 18 octobre, le commandant en chef de la garnison de Deir ez-Zor, le major-général Issam Zahreddine, est tué à l'intérieur de la ville par l'explosion d'une mine.
Le 25 octobre, l'armée syrienne reprend le contrôle de la zone industrielle de Deir ez-Zor. Le 26 octobre, elle s'empare de l'île d'Hawijet Sakr.
Le 28 octobre, les combats sont les plus violents depuis la rupture du siège selon l'OSDH : les loyalistes reprennent deux quartiers et le stade municipal ; au moins 50 djihadistes et 23 soldats et miliciens gouvernementaux sont tués. Le 1er novembre, l'ODSH affirme ensuite qu'au moins 41 loyalistes et 101 djihadistes ont été tués lors des quatre jours précédents. Les dernières zones tenues par les djihadistes sont intensivement bombardées et des femmes mènent des opérations kamikazes,. Le 2 novembre, les forces du régime syrien s'emparent des derniers quartiers contrôlés par l'État islamique — Al-Hwiqa, Sheikh Yasin et Al-Ardi — la ville de Deir ez-Zor est alors entièrement reconquise,,,.

## Pertes civiles
Selon l'Observatoire syrien des droits de l'homme (OSDH), au moins 334 civils, dont 69 femmes et 75 enfants, sont tués par les frappes aériennes de la Russie et du régime syrien à Deir ez-Zor et ses environs, entre le 22 mai et le 16 septembre 2017. Au cours de la même période, l'OSDH recense également à Mayadine la mort de 288 civils, dont 85 femmes et 103 enfants, causées par les frappes aériennes du régime syrien, de la Russie et de la coalition, ainsi que la mort d'au moins 170 civils, dont 18 femmes et 44 enfants dans d'autres localités du gouvernorat de Deir ez-Zor.
Entre le 10 septembre et le 5 novembre 2017, l'OSDH fait état de la mort d'au moins 754 civils dans le gouvernorat de Deir ez-Zor, dont 140 femmes et 175 enfants, et 1 670 blessés :
- 523 morts au moins, dont 102 femmes et 108 enfants, causés par les forces aériennes du régime syrien et de la Russie[27] ;
- 159 morts au moins, dont 25 femmes et 50 enfants, causés par les forces aériennes de la coalition[27] ;
- 31 morts au moins, dont 7 femmes et 13 enfants, causés par les tirs d'artillerie du régime[27] ;
- 38 morts au moins, dont 6 femmes et 4 enfants, exécutés ou tués par balles par les troupes du régime[27].

### Vidéographie
- [vidéo] Syrie: Deir Ezzor (Est) en ruines après neuf mois de combats, AFP, 18 février 2013.
- [vidéo] Francetvinfo : Syrie : Deir Ezzor, le point de chute des radicalisés français, France 2, 12 mars 2015.
- [vidéo] Syrie : un bastion clé de Daech est tombé, France 3, 17 septembre 2017.
- [vidéo] Syrie : les conséquences de la reprise de Deir Ezzor par l’armée syrienne, France 24, 3 novembre 2017.
- [vidéo] Syrie : les images de la ville de Deir ez-Zor en ruines, Le Monde avec Reuters, 7 novembre 2017.

### Cartes des combats
- Cartes des combats réalisées par Agathocle de Syracuse.

### Reportages photographiques
- Deir ez-Zor, bastion assiégé du régime Assad, reportage photographique en mai 2015 par un photographe de l'agence Contact Press Images.